# ジョシュ・マカウン
- ジョシュ・マッコウン

ジョシュア・トレッドウェル・マカウン（Joshua Treadwell "Josh" McCown、1979年7月4日- ）は、アメリカ合衆国テキサス州ジャクソンビル出身の元アメリカンフットボール選手・コーチ。現役時代のポジションはクォーターバック（QB）。弟に元ニューオーリンズ・セインツのQBルーク・マカウンがいる。兄ランディもQB。

## 経歴

### アリゾナ・カージナルス
サムヒューストン州立大学から2002年のNFLドラフトでアリゾナ・カージナルスに指名されて入団した。2002年から2005年までカージナルスに在籍し、2004年には14試合に出場してパスでは2,511ヤード、11TD、10INTの成績をおさめ、ランでも112ヤード、2TDの活躍を見せた。しかし2005年シーズンはカート・ワーナーに先発を譲った。

### デトロイト・ライオンズ
2006年にフリーエージェントとなったマカウンは2006年3月16日にデトロイト・ライオンズの2年契約を結び、ジョン・キトナの控えに回った。またスロットレシーバーとしても起用され、2キャッチ、15ヤードの成績を残した。2007年のNFLドラフトでライオンズがQBドリュー・スタントンを獲得したことに伴って、オークランド・レイダースにトレードされた。

### オークランド・レイダース
2007年開幕戦で古巣ライオンズと対戦し、313ヤード、2TDをあげたがチームは21-36で敗れた。この年は負傷に苦しみ、わずか9試合の出場にとどまった。シーズン成績は1,151ヤード、10TD、11INTに終わった。

### マイアミ・ドルフィンズ
2008年2月29日にドルフィンズと2年契約を結んだ。プレシーズン前はデプスチャート1位に記載されていたマカウンであったが、ドルフィンズがニューヨーク・ジェッツからチャド・ペニントンを獲得したことによって構想外となり、8月29日にカロライナ・パンサーズにトレードされた。

### カロライナ・パンサーズ
2008年8月29日、2009年ドラフト7巡指名権とのトレードで、パンサーズに移籍した。パンサーズはマット・ムーアが負傷し、ジェイク・デロームの控えを探していた。この年2試合に出場したが試合終盤にニーダウンするプレーだけであった。
2009年、ムーアとの控えQB争いに勝利した。9月13日のフィラデルフィア・イーグルスとの開幕戦でデロームが5回のターンオーバーを喫した後、交代出場、パス6回中1回の成功にとどまった。9月14日に故障者リスト入りした。

### UFL
2010年8月3日、ユナイテッド・フットボール・リーグ（UFL）のハートフォード・コロニアルズと契約を結んだ。その直後にシカゴ・ベアーズからのオファーを受けたがコロニアルズに残留した。この年8試合に出場し1,463ヤードを獲得、10TD、8INTの成績を残した。QBレイティング79.3は、この年UFLで一番の成績となった。

### サンフランシスコ・フォーティナイナーズ
2011年8月17日、ベテラン最低年俸の81万ドルでサンフランシスコ・フォーティナイナーズと1年契約を結んだが9月3日に解雇された。

### シカゴ・ベアーズ
先発QBジェイ・カトラーがシーズン絶望となったベアーズと2011年11月23日に契約を結んだ。第16週のグリーンベイ・パッカーズ戦ではケイレブ・ヘイニーに変わって先発QBを務め、242ヤード、1TDをあげるも2INTを喫し、チームは21-35で敗れた。次週のミネソタ・バイキングス戦も先発し、17-13で勝利した。
2012年、ベアーズと再び1年契約を結んだが開幕直前に解雇された。その後カトラーが負傷したため、11月12日に再契約された。
2013年3月29日、ベアーズと1年契約を結んだ。第7週に負傷退場したカトラーに変わって途中出場し、204ヤード、1TDをあげた。第9週のマンデーナイトフットボールのパッカーズ戦では272ヤード、2TDの活躍でチームを勝利に導き、ベアーズの対パッカーズ戦連敗を6で止めた。第14週のダラス・カウボーイズ戦ではベアーズのQBとしては、1972年のジャック・コンカノン以来となる5TDパスをあげた。2013年シーズンはパス1,829ヤード、13TD、1INT、レイティング109.0で終えた。なおレイティング109.0は、ニック・フォールズ、ペイトン・マニングに次いでリーグ3位であった。

### タンパベイ・バッカニアーズ
2014年3月12日、タンパベイ・バッカニアーズと2年契約を結んだ。第3週で親指を負傷し、先発の座をマイク・グレノンに譲ったが、第10週で先発の座に返り咲いた。しかし2014シーズンはパス2,206ヤード、11TD、14INT、レイティング70.5と低調な成績に終わり、2015年2月11日に解雇された。

### クリーブランド・ブラウンズ
2015年2月26日、クリーブランド・ブラウンズと3年契約を結ぶことで合意した。第1週のニューヨーク・ジェッツ戦で脳震盪を起こし、負傷退場した。第3週に先発復帰し、パス341ヤード、2TD、1INTと奮闘したが、チームは20-27で敗れた。第5週のボルチモア・レイブンズ戦ではチーム記録となるパス457ヤード、2TDの活躍でチームを勝利に導いた。また、チーム初となる3試合連続パス300ヤード超えを記録した。しかしその後も負傷に苦しみ、第12週のレイブンズ戦で鎖骨を骨折し、シーズン絶望となった。2015年シーズンは8試合に先発し、パス2,109ヤード、12TD、4INT、レーティング93.3に終わった。

### ニューヨーク・ジェッツ
2017年3月、ニューヨーク・ジェッツと1年契約を結び加入。
38歳ながらこのシーズンは開幕から先発出場し、骨折によりシーズンアウトするまでに13試合でパス成功率67.3%で2,926ヤード、18タッチダウンと9インターセプトを記録し、先発した試合は5勝8敗という成績であった。
2018年シーズンはルーキーQBのサム・ダーノルドに先発の座を譲り控えQBとして4試合のみに出場した。

### フィラデルフィア・イーグルス
2019年6月17日に現役引退を表明し、ESPNのアナリストに就任することが内定していた。しかし8月18日にネイト・サドフェルド、コーディ・ケスラーと控えQB陣が相次ぎ故障し人員不足に悩まされていたフィラデルフィア・イーグルスと契約し、現役に復帰した。第2週のアトランタ・ファルコンズ戦で負傷したカーソン・ウェンツに代わって数プレーに出場した。12月9日の試合では、アルション・ジェフリーら故障者が続出したWR陣の一員として期待された。彼がパスをレシーブしたのは、2006年のデトロイト・ライオンズ時代が最後であった。多数の怪我人を出しながらもイーグルスはシーズン最後の4試合を全勝し、9勝7敗でプレーオフに進出した。シアトル・シーホークスとのワイルドカードプレーオフで、カーソン・ウェンツがジャデベオン・クラウニーにヒットされ脳震盪を起こしたため、交代出場、この試合は40歳にして自身初のプレーオフでの出場となった。パス24回中18回成功、174ヤード、0TD、OINT、QBレイティング94.8を記録、6回のランで23ヤードを獲得したが、6サックを浴びてオフェンスは3本のFGのみで9-17と敗れた。
試合後の会見で家族への感謝の気持ちを伝えるとともに改めて引退を表明したが、引退直後の1月10日にハムストリング断裂を抱えながらプレーしていた事が判明し、翌週に手術を受ける事が明らかになった。
このまま引退生活を送ると思われたが、2020年に新設されたベテラン用プラクティススクワッドとしてイーグルスと契約し、現役の続行が決まった。

### ヒューストン・テキサンズ
2020年11月4日にヒューストン・テキサンズと契約した。

### 現役引退後
2023年2月10日にカロライナ・パンサーズのQBコーチに就任したことが発表された。しかしチームは開幕から1勝10敗と低迷し、11月27日に解任された。
2024年2月27日にミネソタ・バイキングスのQBコーチに就任した。

## 人物
妻ナタリーとの間に4人の子供がいる。敬虔なクリスチャンであり、右腕に十字架のタトゥーを入れている。
弟のルークもNFL選手だが、兄弟ともにバックアップQBとしてキャリアを送っていたためマカウン兄弟が揃って同じ週に先発出場した事は2015年第3週の一度しかない。（この週はマニング兄弟も先発出場しており、2000年以降複数の兄弟QBが同じ週に先発出場したのもこの一回のみである）

## 詳細情報

### 年度別成績

#### レギュラーシーズン
| 年度      | チーム    | 背 番 号  | 試合 | 試合 | パス       | パス       | パス       | パス        | パス             | パス       | パス       | パス          | ラン       | ラン        | ラン             | ラン       |
| 年度      | チーム    | 背 番 号  | 出場 | 先発 | 成功 回数  | 試投 回数  | 成功 確率  | 獲得 ヤード | 平均 獲得 ヤード | TD         | Int        | レイテ ィング | 試行 回数  | 獲得 ヤード | 平均 獲得 ヤード | TD         |
| --------- | --------- | --------- | ---- | ---- | ---------- | ---------- | ---------- | ----------- | ---------------- | ---------- | ---------- | ------------- | ---------- | ----------- | ---------------- | ---------- |
| 2002      | ARI       | 12        | 2    | 0    | 7          | 18         | 38.9       | 66          | 3.7              | 0          | 2          | 10.2          | 1          | 20          | 20.0             | 0          |
| 2003      | ARI       | 12        | 8    | 3    | 95         | 166        | 57.2       | 1,018       | 6.1              | 5          | 6          | 70.3          | 28         | 158         | 5.6              | 1          |
| 2004      | ARI       | 12        | 14   | 13   | 233        | 408        | 57.1       | 2,511       | 6.2              | 11         | 10         | 74.1          | 36         | 112         | 3.1              | 2          |
| 2005      | ARI       | 12        | 9    | 6    | 163        | 270        | 60.4       | 1,836       | 6.8              | 9          | 11         | 74.9          | 29         | 139         | 4.8              | 0          |
| 2006      | DET       | 12        | 2    | 0    | 0          | 0          | 0.0        | 0           | 0.0              | 0          | 0          | 0.0           | 0          | 0           | 0.0              | 0          |
| 2007      | OAK       | 12        | 9    | 9    | 111        | 190        | 58.4       | 1,151       | 6.1              | 10         | 11         | 69.4          | 29         | 143         | 4.9              | 0          |
| 2008      | CAR       | 12        | 2    | 0    | 0          | 0          | 0.0        | 0           | 0.0              | 0          | 0          | 0.0           | 4          | −3          | −0.8             | 0          |
| 2009      | CAR       | 12        | 1    | 0    | 1          | 6          | 16.7       | 2           | 0.3              | 0          | 0          | 39.6          | 0          | 0           | 0.0              | 0          |
| 2010      | HAR       | 12        | 8    | —    | 114        | 202        | 56.4       | 1,463       | 7.2              | 10         | 8          | 79.3          | 10         | 35          | 3.5              | 0          |
| 2011      | CHI       | 15        | 3    | 2    | 35         | 55         | 63.6       | 414         | 7.5              | 2          | 4          | 68.3          | 12         | 68          | 5.7              | 0          |
| 2012      | CHI       | 12        | 0    | 0    | プレーせず | プレーせず | プレーせず | プレーせず  | プレーせず       | プレーせず | プレーせず | プレーせず    | プレーせず | プレーせず  | プレーせず       | プレーせず |
| 2013      | CHI       | 12        | 8    | 5    | 149        | 224        | 66.5       | 1,829       | 8.2              | 13         | 1          | 109.0         | 13         | 69          | 5.3              | 1          |
| 2014      | TB        | 12        | 11   | 11   | 184        | 327        | 56.3       | 2,206       | 6.7              | 11         | 14         | 70.5          | 25         | 127         | 5.1              | 3          |
| 2015      | CLE       | 13        | 8    | 8    | 186        | 292        | 63.7       | 2,109       | 7.2              | 12         | 4          | 93.3          | 20         | 98          | 4.9              | 1          |
| 2016      | CLE       | 13        | 5    | 3    | 90         | 165        | 54.5       | 1,100       | 6.7              | 6          | 6          | 72.3          | 7          | 21          | 3.0              | 0          |
| 2017      | NYJ       | 15        | 13   | 13   | 267        | 397        | 67.3       | 2,926       | 7.4              | 18         | 9          | 94.5          | 37         | 124         | 3.4              | 5          |
| 2018      | NYJ       | 15        | 4    | 3    | 60         | 110        | 54.5       | 539         | 4.9              | 1          | 4          | 55.8          | 5          | 32          | 6.4              | 0          |
| 2019      | PHI       | 18        | 3    | 0    | 3          | 5          | 60.0       | 24          | 4.8              | 0          | 0          | 72.1          | 2          | –2          | –1               | 0          |
| 2020      | HOU       | 3         | 0    | 0    | プレーせず | プレーせず | プレーせず | プレーせず  | プレーせず       | プレーせず | プレーせず | プレーせず    | プレーせず | プレーせず  | プレーせず       | プレーせず |
| NFL：19年 | NFL：19年 | NFL：19年 | 102  | 76   | 1,584      | 2,633      | 60.2       | 17,731      | 6.7              | 98         | 82         | 79.7          | 248        | 1,106       | 4.5              | 13         |
| UFL：1年  | UFL：1年  | UFL：1年  | 8    | —    | 114        | 202        | 56.4       | 1,463       | 7.2              | 10         | 8          | 79.3          | 10         | 35          | 3.5              | 0          |

- 2020年度シーズン終了時
- 太字は自身最高記録

#### ポストシーズン
| 年度 | チーム | 試合 | 試合 | パス      | パス      | パス      | パス        | パス             | パス | パス | パス          | ラン      | ラン        | ラン             | ラン |
| 年度 | チーム | 出場 | 先発 | 成功 回数 | 試投 回数 | 成功 確率 | 獲得 ヤード | 平均 獲得 ヤード | TD   | Int  | レイテ ィング | 試行 回数 | 獲得 ヤード | 平均 獲得 ヤード | TD   |
| ---- | ------ | ---- | ---- | --------- | --------- | --------- | ----------- | ---------------- | ---- | ---- | ------------- | --------- | ----------- | ---------------- | ---- |
| 2019 | PHI    | 1    | 0    | 18        | 24        | 75.0      | 174         | 7.2              | 0    | 0    | 94.8          | 5         | 23          | 4.6              | 0    |
| 計   | 計     | 1    | 0    | 18        | 24        | 75.0      | 174         | 7.2              | 0    | 0    | 94.8          | 5         | 23          | 4.6              | 0    |

- 2020年度シーズン終了時